# Platycleis monochroma
Platycleis monochroma är en insektsart som först beskrevs av Bei-bienko 1947.  Platycleis monochroma ingår i släktet Platycleis och familjen vårtbitare. Inga underarter finns listade i Catalogue of Life.